# Federica di Prussia (1796-1850)
Federica Guglielmina Luisa Amalia di Prussia (Berlino, 30 settembre 1796 – Dessau, 1º gennaio 1850) era figlia del principe Luigi di Prussia (1773–1796), e di sua moglie, la principessa Federica di Meclemburgo-Strelitz (1778–1841), figlia del duca Carlo II.

## Biografia
Federica, soprannominata Filzis o Filsis, era una nipote diretta tanto del re Federico Guglielmo III (per parte di padre), quanto della sua consorte, la regina Luisa (per parte di madre).
Il 18 aprile 1818 sposò a Berlino il duca Leopoldo IV di Anhalt-Dessau (1794–1881), nell'ambito di un fidanzamento organizzato dalla corte prussiana il 17 maggio 1816. Questo matrimonio con un esponente della famiglia regnante nel potente vicino, esprimeva la politica filoprussiana di Leopoldo, tesa a mantenere con Berlino rapporti amichevoli.
Federica, descritta come "madre amorevole del paese", fu una dama dell'ordine di Luisa.
Venne sepolta nella Marienkirche, a Dessau-Roßlau.

## Figli
Dal matrimonio con Leopoldo nacquero i seguenti figli:
- Federica Amalia Augusta (Dessau, 28 novembre 1819 - Dessau, 11 dicembre 1822)
- Federica Amalia Agnese (Dessau, 24 giugno 1824 - Hummelshain, 23 ottobre 1897), sposò il 28 aprile 1853 il duca Ernesto I di Sassonia-Altenburg
- Un figlio morto alla nascita (3 agosto 1825)
- Un figlio morto alla nascita (3 novembre 1827)
- Federico I, Duca di Anhalt (Dessau, 29 aprile 1831 - Ballenstedt, 24 gennaio 1904), duca di Anhalt
- Maria Anna (Dessau, 14 settembre 1837 - Friedrichroda, 12 maggio 1906), sposò il principe Federico Carlo di Prussia

## Ascendenza
|                                           |                                                 |                                                        | Genitori                                                              |  |  | Nonni |  |  | Bisnonni                     |  |  | Trisnonni                       |  |
|                                           |                                                 |                                                        |                                                                       |  |  |       |  |  | Augusto Guglielmo di Prussia |  |  | Federico Guglielmo I di Prussia |  |
|                                           |                                                 |                                                        |                                                                       |  |  |       |  |  | Augusto Guglielmo di Prussia |  |  | Federico Guglielmo I di Prussia |  |
|                                           |                                                 | Sofia Dorotea di Hannover                              |                                                                       |  |  |       |  |  | Augusto Guglielmo di Prussia |  |  |                                 |  |
| Federico Guglielmo II di Prussia          |                                                 |                                                        |                                                                       |  |  |       |  |  | Augusto Guglielmo di Prussia |  |  |                                 |  |
|                                           |                                                 | Luisa Amalia di Brunswick-Wolfenbüttel                 | Ferdinando Alberto II di Brunswick-Lüneburg                           |  |  |       |  |  |                              |  |  |                                 |  |
|                                           |                                                 | Luisa Amalia di Brunswick-Wolfenbüttel                 | Ferdinando Alberto II di Brunswick-Lüneburg                           |  |  |       |  |  |                              |  |  |                                 |  |
|                                           |                                                 | Luisa Amalia di Brunswick-Wolfenbüttel                 | Antonietta Amalia di Brunswick-Wolfenbüttel                           |  |  |       |  |  |                              |  |  |                                 |  |
| Luigi Carlo di Prussia                    |                                                 | Luisa Amalia di Brunswick-Wolfenbüttel                 |                                                                       |  |  |       |  |  |                              |  |  |                                 |  |
|                                           |                                                 | Luigi IX d'Assia-Darmstadt                             | Luigi VIII d'Assia-Darmstadt                                          |  |  |       |  |  |                              |  |  |                                 |  |
|                                           |                                                 | Luigi IX d'Assia-Darmstadt                             | Luigi VIII d'Assia-Darmstadt                                          |  |  |       |  |  |                              |  |  |                                 |  |
|                                           |                                                 | Luigi IX d'Assia-Darmstadt                             | Carlotta di Hanau-Lichtenberg                                         |  |  |       |  |  |                              |  |  |                                 |  |
| Federica Luisa d'Assia-Darmstadt          |                                                 | Luigi IX d'Assia-Darmstadt                             |                                                                       |  |  |       |  |  |                              |  |  |                                 |  |
|                                           |                                                 | Carolina del Palatinato-Zweibrücken-Birkenfeld         | Cristiano III del Palatinato-Zweibrücken                              |  |  |       |  |  |                              |  |  |                                 |  |
|                                           |                                                 | Carolina del Palatinato-Zweibrücken-Birkenfeld         | Cristiano III del Palatinato-Zweibrücken                              |  |  |       |  |  |                              |  |  |                                 |  |
|                                           |                                                 | Carolina del Palatinato-Zweibrücken-Birkenfeld         | Carolina di Nassau-Saarbrücken                                        |  |  |       |  |  |                              |  |  |                                 |  |
| Federica Guglielmina di Prussia           |                                                 | Carolina del Palatinato-Zweibrücken-Birkenfeld         |                                                                       |  |  |       |  |  |                              |  |  |                                 |  |
|                                           | Carlo Ludovico Federico di Meclemburgo-Strelitz | Adolfo Federico II di Meclemburgo-Strelitz             |                                                                       |  |  |       |  |  |                              |  |  |                                 |  |
|                                           | Carlo Ludovico Federico di Meclemburgo-Strelitz | Adolfo Federico II di Meclemburgo-Strelitz             |                                                                       |  |  |       |  |  |                              |  |  |                                 |  |
|                                           | Carlo Ludovico Federico di Meclemburgo-Strelitz | Cristiana Emilia di Schwarzburg-Sondershausen          |                                                                       |  |  |       |  |  |                              |  |  |                                 |  |
| Carlo II di Meclemburgo-Strelitz          | Carlo Ludovico Federico di Meclemburgo-Strelitz |                                                        |                                                                       |  |  |       |  |  |                              |  |  |                                 |  |
|                                           |                                                 | Elisabetta Albertina di Sassonia-Hildburghausen        | Ernesto Federico I di Sassonia-Hildburghausen                         |  |  |       |  |  |                              |  |  |                                 |  |
|                                           |                                                 | Elisabetta Albertina di Sassonia-Hildburghausen        | Ernesto Federico I di Sassonia-Hildburghausen                         |  |  |       |  |  |                              |  |  |                                 |  |
|                                           |                                                 | Elisabetta Albertina di Sassonia-Hildburghausen        | Sofia Albertina di Erbach-Erbach                                      |  |  |       |  |  |                              |  |  |                                 |  |
| Federica di Meclemburgo-Strelitz          |                                                 | Elisabetta Albertina di Sassonia-Hildburghausen        |                                                                       |  |  |       |  |  |                              |  |  |                                 |  |
|                                           |                                                 | Giorgio Guglielmo d'Assia-Darmstadt                    | Luigi VIII d'Assia-Darmstadt                                          |  |  |       |  |  |                              |  |  |                                 |  |
|                                           |                                                 | Giorgio Guglielmo d'Assia-Darmstadt                    | Luigi VIII d'Assia-Darmstadt                                          |  |  |       |  |  |                              |  |  |                                 |  |
|                                           |                                                 | Giorgio Guglielmo d'Assia-Darmstadt                    | Carlotta di Hanau-Lichtenberg                                         |  |  |       |  |  |                              |  |  |                                 |  |
| Federica Carolina Luisa d'Assia-Darmstadt |                                                 | Giorgio Guglielmo d'Assia-Darmstadt                    |                                                                       |  |  |       |  |  |                              |  |  |                                 |  |
|                                           |                                                 | Maria Luisa Albertina di Leiningen-Dagsburg-Falkenburg | Cristiano Carlo Reinardo di Leiningen-Dachsburg-Falkenburg-Heidesheim |  |  |       |  |  |                              |  |  |                                 |  |
|                                           |                                                 | Maria Luisa Albertina di Leiningen-Dagsburg-Falkenburg | Cristiano Carlo Reinardo di Leiningen-Dachsburg-Falkenburg-Heidesheim |  |  |       |  |  |                              |  |  |                                 |  |
|                                           |                                                 | Maria Luisa Albertina di Leiningen-Dagsburg-Falkenburg | Caterina Polissena di Solms-Rödelheim                                 |  |  |       |  |  |                              |  |  |                                 |  |
|                                           |                                                 | Maria Luisa Albertina di Leiningen-Dagsburg-Falkenburg |                                                                       |  |  |       |  |  |                              |  |  |                                 |  |